# 越南网络审查

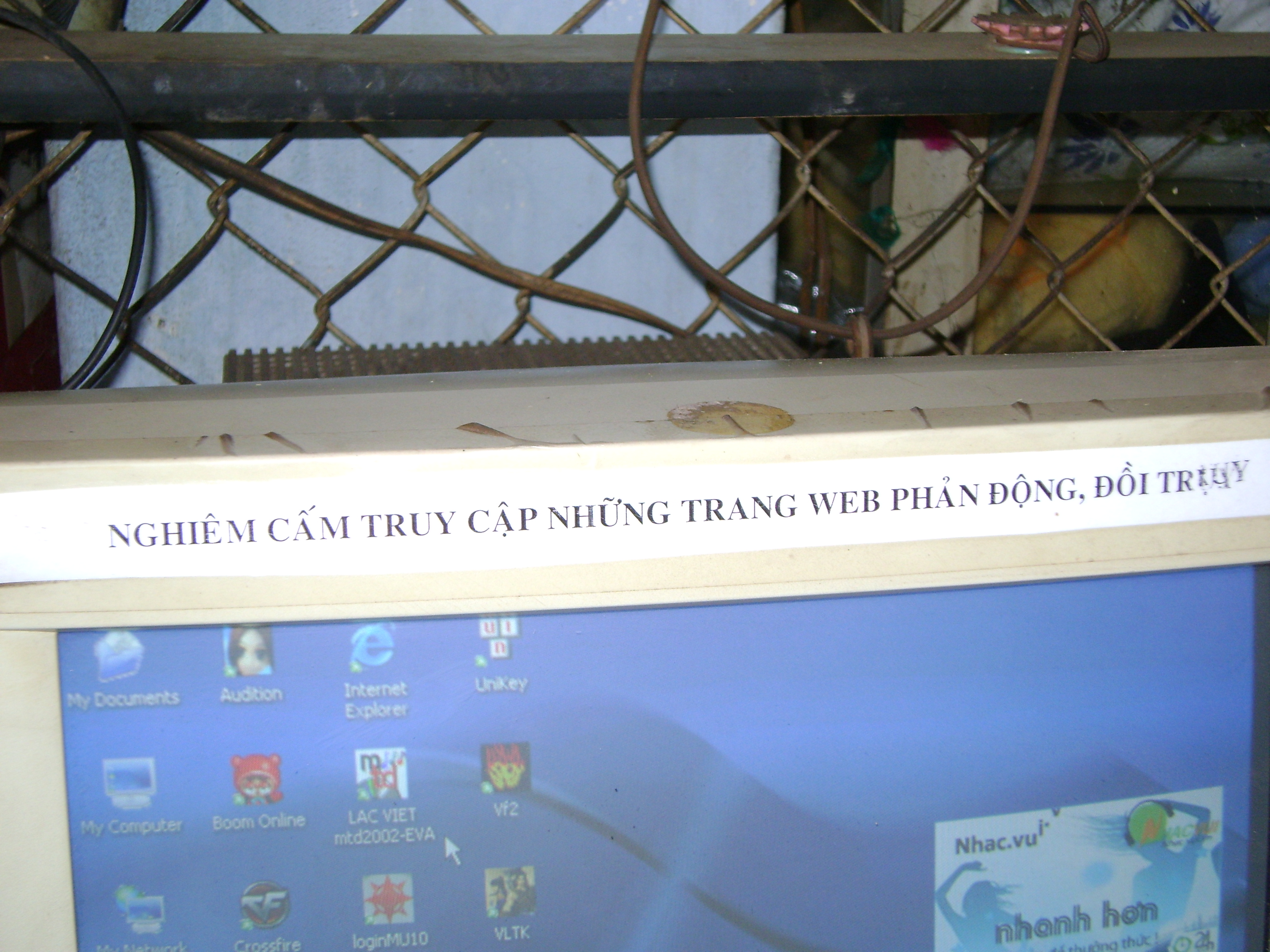
越南胡志明市一家网吧的电脑上贴着字条，提示禁止浏览“反动”和“堕落”内容。

越南网络审查阻止越南网民接触到批评越南政府言论的网站，海外政党、国际人权组织等网站，以及其他被政府认为有不恰当内容的网站。据报道，越南的网络警察监控着国内的众多网吧，网络持不同政见者会被关入监狱。越南当局同时使用法律和技术手段控制着网民上网。当局试图使用控制、监视以及对网络使用进行监管的手段，还被称作“竹子防火墙”。
2011年，开放网络促进会将越南的网络过滤等级归入最严重的级别，该国对于政治的网络监控无处不在。2012年，越南被无国界记者列为12个“互联网敌人”国家之一。

## 审查内容

### 颠覆国家政权
开放网络促进会研究发现，越南互联网封锁主要集中在包含海外反对党派、封建迷信、人权和宗教主题内容的网站。 非法使用的突破网络审查工具也经常被阻止。
大多数被屏蔽的网站都是针对越南的，如那些用越南语编写的或处理与越南有关的问题的网站。 与越南无关或仅用英文编写的网站很少被屏蔽。例如，自由亚洲电台网站的越南语版本被两家经过测试的ISP屏蔽，而英语版本仅被一家屏蔽。 虽然在全球人权网站的测试列表中，只有人权组织的网站被屏蔽，但许多直接或间接批评政府的越南语网站以及强烈批评政府的网站被屏蔽。
英国广播公司的网站具有重要的新闻影响力，该网站的越南语版本经常发布有关越南政府的负面报道，故该网站无法在越南正常访问。

### 淫秽色情
“淫秽”内容是政府审查互联网的主要原因之一，在以前，越南很少有色情网站受到审查。但近些年来，越南开始逐渐屏蔽色情网站。
开放网络促进会在2006年的一项研究表明，当时还没有任何包含色情内容的网站被阻止（除了包含指向色情网站的链接，但由于其他原因被阻止的网站）。
2019年11月，越南互联网服务提供商Viettel、VNPT、FPT电信等已经屏蔽了大量色情网站，但这一行动并未被明确宣布。

### 社交网络
流行的社交网站Facebook在越南拥有约 850 万用户，并且在该网站添加越南语界面后，其用户群迅速增长。越南政府曾长期或间歇性屏蔽Facebook。如在2009年11月16日这一周，越南Facebook用户报告无法访问该网站，前几周访问也一直是断断续续不稳定，当时有报道称政府命令技术人员阻止访问Facebook。近年Facebook配合了越南政府的要求，采用“地理封锁”（使用越南IP访问则某些贴文不可见）和删除贴文等方式协助审查被视为批判越南政府的“反政府”的帖文，因而目前Facebook在越南已基本解禁。
一份据称日期为2009年8月27日的官方法令在互联网上泄露，但其真实性尚未得到证实。越南政府否认故意阻止访问Facebook，互联网服务提供商FPT电信表示正在与外国公司合作解决阻止Facebook在美国的服务器的故障。
2025年5月，越南下令当地电信供应商屏蔽流行的消息平台Telegram，理由是出于国家安全考虑以及该公司涉嫌违反当地法律。

### 博客
自2020年起，Medium在越南被封锁。

### 游戏平台
2024年5月7日，知名电子游戏数字分发平台Steam商店被大多数越南主要的互联网服务提供商（ISP）屏蔽，许多越南用户报告无法访问Steam商店店面。而越南信息和通信部旗下媒体越南网于2024年4月22日发布的一篇以“Steam平台向越南发布了超过10万款未经授权的游戏”为标题的新闻报道似乎解释了网站被封锁的原因，文中声称Steam平台在越南发布了超过10万款未经政府授权的游戏，还引用了一位越南国内游戏发行商代表的话声称：“Steam正在向越南自由发布游戏，包括暴力游戏、成人游戏……但无需得到政府许可。这对（越南）国内出版商来说是不公平的。需要当局对这个跨境平台采取管理措施，否则（越南）国内游戏发行商就会消亡。”并且文章结尾提到，“据（越南）管理机构消息称，由于（Valve）在越南没有联系点，当局正在寻找解决方案，以防止（Steam）今后向越南用户提供非法跨境服务。”

## 措施
虽然越南政府宣称是为了防止色情淫秽网站对该国的侵扰而采取封锁措施，例如DNS污染,但不少被封锁的网站其实包含了可能会动摇越南共产党执政根基的政治和宗教迷信内容。国际特赦组织报道，越南拘捕了许多网络活动家。